# 卅間

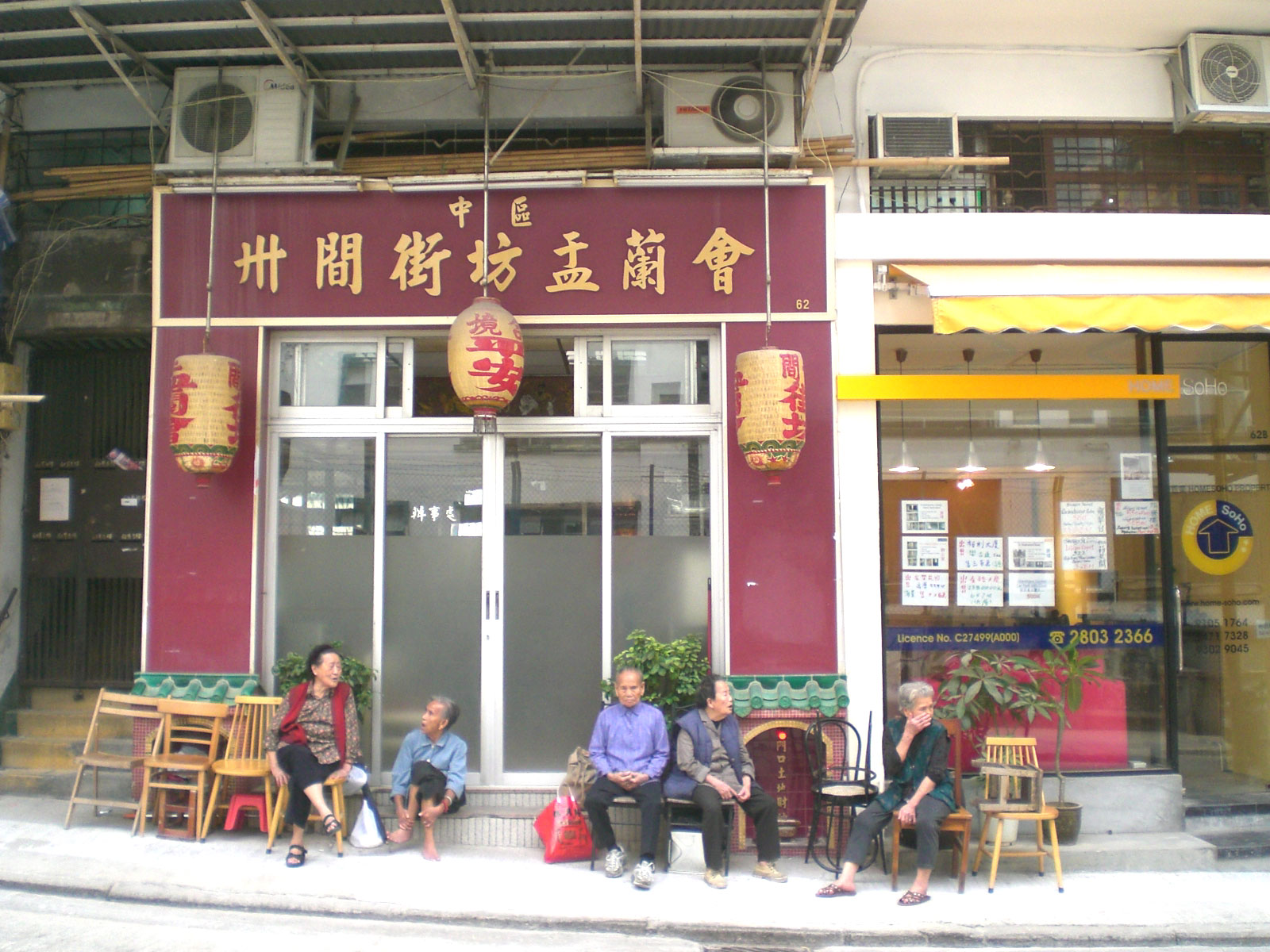
中區卅間街坊盂蘭會

卅間，又稱三十間，是香港一個近乎消失的地名，位於香港島中區中環與太平山之間，具體範圍約為荷李活道以南、堅道以北、卑利街以西的地帶，以必列者士街與士丹頓街為中軸。

## 歷史
「卅間」的名源自該處昔日有三十間屋而得名。自第二次世界大戰前，該區已是來自潮汕和海陸豐的貧民聚居之地，每年農曆七月都會進行盂蘭勝會，直到現在。